# Kalike
Kalike is een bestuurslaag in het regentschap Flores Timur van de provincie Oost-Nusa Tenggara, Indonesië. Kalike telt 782 inwoners (volkstelling 2010).